# مارتین ولف

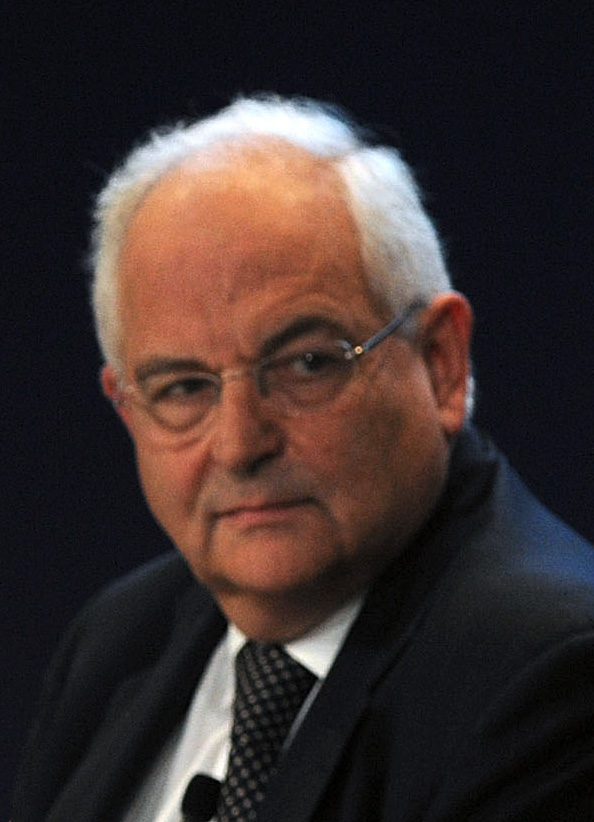
مارتین هری ولف، روزنامه‌نگار اهل انگلیس - ۲۰۰۹

مارتین هری ولف (زادهٔ ۱۶ اوت ۱۹۴۶ در لندن) روزنامه‌نگار اهل انگلستان است. فعالیت او در حوزه اقتصاد و مفسر ارشد اقتصادی در فایننشال تایمز است.

## اوایل زندگی
در لندن متولد شد. پدرش ادموند نمایشنامه نویس یهودی اتریشی بود که قبل از جنگ جهانی دوم از وین به انگلستان مهاجرت کرد. در لندن، ادموند با مادر ولف، یهودی هلندی که نزدیک به سی نفر از خویشاوندان نزدیک خود را در هولوکاست از دست داده بود، ملاقات کرد. ولف به یاد می‌آورد که پیشینه‌اش او را نسبت به افراط‌های سیاسی محتاط می‌کرد و علاقه‌اش را به اقتصاد تشویق می‌کرد، زیرا احساس می‌کرد اشتباهات سیاست اقتصادی یکی از ریشه های جنگ دوم بوده است. او تا اوایل دهه ۱۹۷۰ از حامیان فعال حزب کارگر بود.

## تحصیلات
ولف در مدرسه یونیورسیتی کالج، در همپستد در شمال غرب لندن، تحصیل کرد و در سال ۱۹۶۷ برای تحصیلات کارشناسی وارد کالج کورپوس کریستی در دانشگاه آکسفورد شد. فلسفه، سیاست و اقتصاد کلاسیک خواند. ولف به عنوان دانشجوی فارغ التحصیل به کالج نوفیلد، در آکسفورد رفت و در سال ۱۹۷۱ مدرک کارشناسی ارشد فلسفه (MPhil) را در اقتصاد گرفت. ولف گفته است که او هرگز دکترا را دنبال نکرد، زیرا "نمی‌خواست دانشگاهی شود".

## حرفه
در سال ۱۹۷۱، به برنامه متخصصان جوان بانک جهانی پیوست و در سال ۱۹۷۴ به یک اقتصاددان ارشد تبدیل شد. در آغاز دهه هشتاد، از سیاست‌های بانک که تحت هدایت رابرت مک نامارا اتخاذ شده بود، سرخورده بود: بانک به شدت برای افزایش جریان سرمایه گذاری توسط کشورهای در حال توسعه تحت فشار قرار گرفته بود. ولف با مشاهده نتایج مداخله نادرست مقامات جهانی و همچنین تحت تأثیر آثار  منتقدین از جمله «راهی به سوی بردگی» اثر فردریش هایک، از اوایل دهه ۱۹۷۰، دیدگاه خود را به سمت راست و بازار آزاد تغییر داد.
در سال ۱۹۸۱ بانک جهانی را ترک کرد تا مدیر مطالعات مرکز تحقیقات سیاست تجاری در لندن شود. در سال ۱۹۸۷ به فایننشال تایمز پیوست، جایی که از  ۱۹۹۰ سردبیر و از  ۱۹۹۶ مفسر ارشد اقتصاد شد. تا اواخر دهه ۲۰۰۰، وولف از مدافعان تأثیرگذار جهانی شدن و بازار آزاد بود.
ولف علاوه بر روزنامه‌نگاری و شرکت در مجامع مختلف بین‌المللی، با کتاب‌هایش سعی در تأثیرگذاری بر افکار نیز داشته است.کتابش در سال ۲۰۰۴، چرا جهانی شدن کار می کند، به عنوان  اثری متقاعدکننده و یک مرجع آکادمیک در نظر گرفته شد. در سال ۲۰۰۸، وولف از  آنچه  اتکای بیش از حد به بخش خصوصی را تبلیغ می‌کرد، سرخورده شد و دیدگاه‌هایش ، تا حدی از تفکر بازار آزاد به ایده‌های کینزی که در دوران جوانی به او آموزش داده شده بود، تغییر کرد. او به یکی از تاثیرگذارترین محرک‌های تجدید حیات کینزی در سال‌های ۲۰۰۸/۲۰۰۹ تبدیل شد و در اواخر سال ۲۰۰۸ و اوایل سال ۲۰۰۹، از موقعیت خود در فایننشال تایمز برای حمایت از یک واکنش مالی و پولی عظیم به بحران مالی ۲۰۰۷/۲۰۱۰ استفاده کرد.  جولیا آیوف  در سال ۲۰۰۹ نوشت، او "مسلماً قابل اعتمادترین کارشناس" بحران بود. . ولف حامی مالیات بر ارزش زمین است.
در سال ۲۰۱۲، ولف در اظهاراتی برای فایننشال تایمز اظهار داشت که کالاهای عمومی بلوک های سازنده تمدن هستند: امنیت و ایمنی، دانش و علم، محیط زیست پایدار، اعتماد و ثبات اقتصادی و مالی. ولف در سرمقاله ای در فایننشال تایمز با عنوان «اقتصاد جهانی اکنون در حال فروپاشی است»، در مورد تأثیر اقتصادی همه گیری کووید-۱۹، آن را «بزرگترین فاجعه اقتصادی از زمان رکود دهه ۱۹۳۰» نامید.

## آثار

### کتاب بحران سرمایه‌داری دموکراتیک
دموکراسی و سرمایه داری «سیستم عامل» سیاسی و اقتصادی دموکراسی های پردرآمد امروزی هستند. اما رابطه بین آنها چقدر پایدار است؟ پاسخ اینست که : «کم» زیرا مستلزم جدایی قدرت از ثروت است که تقریباً با تمام تجربیات تاریخی ناسازگار است. مارتین وولف در کتاب بحران سرمایه‌داری دموکراتیک، استدلال می‌کند که این سیستم پیچیده را می‌توان به بهترین شکل به‌عنوان ازدواج «متضادهای مکمل» توصیف کرد. این کتاب به تحلیل چگونگی وقوع این ازدواج، چرایی شکننده بودن آن و اینکه چگونه تغییرات اقتصادی و سیاسی آن را تضعیف کرده است، می پردازد. کتاب با این پرسش به پایان می رسد که در واکنش به تحولاتی که بقای خود لیبرال دموکراسی را تهدید می کنند، چه باید کرد؟

### لیست آثار
- The Resistible Appeal of Fortress Europe (انتشارات AEI 1994)  ISBN 978-0-8447-3871-0
- چرا جهانی شدن کار می کند (انتشارات دانشگاه ییل ۲۰۰۴)  ISBN 978-0-300-10252-9
- رفع مالی جهانی (انتشارات دانشگاه جانز هاپکینز ۲۰۰۸)  ISBN 978-0-8018-9048-2
- تغییرات و شوک ها: آنچه که ما آموخته ایم – و هنوز باید یاد بگیریم – از بحران مالی (Penguin Press 2014)  ISBN 978-1594205446
- بحران سرمایه داری دموکراتیک (آلن لین ۲۰۲۳)